# It Happened One Night
It Happened One Night (tên tiếng Việt: Chuyện xảy ra trong đêm) là một bộ phim hài Mỹ năm 1934, đạo diễn Frank Capra. Bộ phim xoay quanh một phụ nữ nổi tiếng (Claudette Colbert) cố gắng thoát khỏi cái bóng của cha mình, và yêu một chàng phóng viên tinh quái (Clark Gable). Phim được chuyển thể từ truyện Night Bus của Samuel Hopkins Adams.
Đây là bộ phim đầu tiên dành cả năm giải Oscar lớn (Phim hay nhất, Đạo diễn xuất sắc nhất, Nam chính xuất sắc nhất, Nữ chính xuất sắc nhất, Kịch bản hay nhất). Cho đến nay, chỉ có Bay trên tổ chim cúc cu (1975) và sau đó là Sự im lặng của bầy cừu (1991) là giành được vinh dự này. Năm 1993, It Happened One Night được chọn để bảo tồn trong Viện lưu trữ phim Quốc gia Mỹ vì tính "văn hoá, lịch sử và thẩm mĩ". Bộ phim được làm lại năm 1956, bộ phim hài âm nhạc với tên You Can't Run Away from It, vai chính Jack Lemmon và June Allyson.

## Nội dung
Ellen "Ellie" Andrews (Claudett Cobert) là một cô gái giàu có và nổi tiếng, người thừa kế của một tài sản khổng lồ, song luôn phải chịu sự áp đặt của người cha độc đoán, ngài Alexander Andrews (Walter Connolly). Cô quyết tâm cưới anh chàng "King" Westley (Jameson Thomas) để phản đối cha mình. Ông tìm được con gái trước khi đám cưới diễn ra nhưng cô bỏ trốn, bắt một chiếc xe bus tới New York và gặp chàng phóng viên thất nghiệp láu cá Peter Warne (Clark Gable). Anh nhận ra cô và đưa ra điều kiện: nếu cô chịu cho anh phỏng vấn độc quyền, anh sẽ giúp cô cưới Westley, còn không thì anh sẽ báo với cha cô để lãnh tiền thưởng. Cô đồng ý.

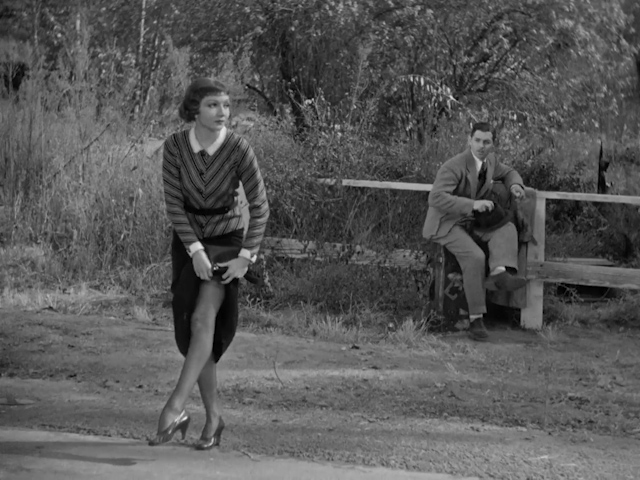
Một cảnh trong phim

Và chuyến phiêu lưu bắt đầu. Tính hồn nhiên của Ellie đã làm lay động lòng Peter, và sự quan tâm chăm sóc của Peter cũng làm Ellie xao xuyến... Rất nhiều chuyện xảy ra cho đến một đêm, khi chuyến đi gần kết thúc, Peter đi để gặp vài người. Người chủ nhà trọ thấy anh phóng ô tô đi nhưng không để lại xu nào thanh toán. Họ làm loạn lên và đuổi Ellie ra khỏi nhà. Tin rằng Peter lừa mình, Ellie gọi điện cho cha, lúc này đang mong chờ con đến nỗi sẵn sàng để cô làm theo ý mình. Ellie yêu Peter, nhưng nghĩ rằng anh đã bán đứng mình vì tiền thưởng, nên quyết định làm đám cưới sang trọng lần hai với Westley. Trong khi đó, Peter nghĩ mình bị chơi trò hai mặt.
Peter liên lạc với cha của Ellie để trao đổi. Ngài Andrew hứa cho anh một khoản tiền thưởng lớn, nhưng Peter từ chối. Anh chỉ cần được trả 39,6 đô la chi phí chuyến đi. Ông ta buộc anh nói ra sự thật: Peter yêu Ellie (mặc dù anh nghĩ mình quá ngu ngốc khi yêu cô nàng).
Khi dẫn tay cô dâu trong nhà thờ, Andrew nói với Ellie rằng ông muốn con gái bỏ trốn lần nữa, và có một chiếc xe đang đợi cô ngoài kia. Cho đến phút cuối cùng, khi được linh mục hỏi liệu có muốn lấy người đàn ông này làm chồng, Ellie đã chạy trốn. Cha cô dàn xếp với Westley và cuối cùng cho phép cô và Peter làm đám cưới.

## Diễn viên

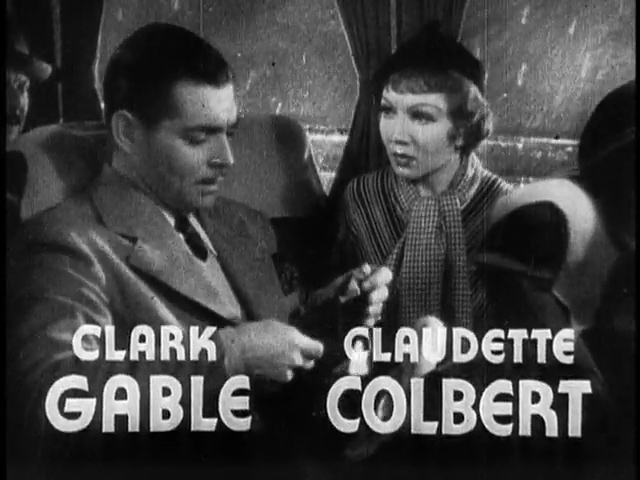
Clark Gable và Claudette Colbert trong It Happened One Night

| Diễn viên         | Vai diễn                                        |
| ----------------- | ----------------------------------------------- |
| Clark Gable       | Peter Warne                                     |
| Claudette Colbert | Ellie Andrews                                   |
| Walter Connolly   | Alexander Andrews                               |
| Roscoe Karns      | Oscar Shapeley, một hành khách xe bus phiền hà. |
| Jameson Thomas    | "King" Westley                                  |
| Alan Hale         | Danker                                          |
| Arthur Hoyt       | Zeke                                            |
| Blanche Friderici | Vợ Zeke                                         |
| Charles C. Wilson | Joe Gordon                                      |

## Giải thưởng và vinh danh
Bộ phim đã dành 5 giải Oscar:
- Phim hay nhất - Columbia Pictures (nhà sản xuất Harry Cohn)
- Đạo diễn xuất sắc nhất - Frank Capra
- Nam chính xuất sắc nhất - Clark Gable
- Nữ chính xuất sắc nhất - Claudette Colbert
- Kịch bản hay nhất - Robert Riskin

15 tháng 12 năm 1996, tượng vàng của Clark Gable được bán đấu giá cho Steven Spielberg với số tiền $607,500; Spielberg đã hiến tặng bức tượng cho AMPAS.
 Vinh danh của Viện phim Mỹ
- 1998 100 phim hay nhất #35
- 2000 100 phim hài hay nhất #8
- 2002 100 phim tình cảm hay nhất #38
- 2008 10 phim của thể loại phim hài lãng mạn #3

## Chú giải